# Antarctic Journal
Pour plus de détails, voir Fiche technique et Distribution.
Antarctic Journal (hangeul : 남극일기 ; RR : Namgeukilgi) est un thriller psychologique sud-coréen écrit et réalisé par Yim Pil-sung, sorti en 2005.

## Synopsis
Mené par le charismatique Choi Do-hyung, un groupe de six hommes essaye d'atteindre le point d'inaccessibilité dans l'Antarctique (le plus éloigné des terres). En marchant dans cette neige sans fin, ils trouvent un journal écrit par un explorateur britannique 80 ans auparavant. À partir de ce moment-là, des évènements étranges se produisent. Leur équipement commence à mal fonctionner et ils finissent par perdre deux membres de leur équipe. Mais, par la volonté de leur meneur d'atteindre l'inaccessible, l'expédition se poursuit. Ils commencent alors à vivre les mêmes choses que celles décrites dans le journal...

## Fiche technique
- Titre : Antarctic Journal
- Titre original : 남극일기 (Namgeukilgi)
- Réalisation : Yim Pil-sung
- Scénario : Bong Joon-ho, Yim Pil-sung et Lee Hae-joon
- Photographie : Chung Chung-hoon
- Montage : Kim Seon-min
- Musique : Kenji Kawai
- Production : Cha Seoung-jae
- Société de production : Sidus Pictures
- Sociétés de distribution : Showbox (Corée du Sud), Éléphants Films (France)
- Pays d'origine : Corée du Sud
- Langue originale : coréen
- Format : couleur - 2.35 : 1 - Dolby Digital - 35 mm
- Genre : thriller psychologique
- Durée : 114 minutes
- Dates de sortie :
  - Corée du Sud : 19 mai 2005
  - France : 7 décembre 2007 (DVD)

## Distribution
- Song Kang-ho (V. F. : Frédéric Souterelle) : Choi Do-hyung
- Yu Ji-tae (V. F. : Gérard Sergue) : Kim Min-jae
- Choi Duek-mun (en) : Seo Jae-kyung
- Kim Kyeong-ik : Yang Geun-chan
- Park Hie-sun : Lee Young-min
- Kang Hye-jeong

Source et légende : Version française (V. F.) sur RS Doublage

## Distinctions

### Récompense
- Prix d'Orient Express, lors du Festival international du film catalan de Sitges 2005

### Nomination
- Prix du meilleur réalisateur débutant et meilleur son, lors des Grand Bell Awards 2005.

## Autour du film
- Le film fut tourné en Nouvelle-Zélande[réf. nécessaire].